# Camille-Jean Joset
Ne doit pas être confondu avec Camille Joset (1879-1958).
Camille-Jean Joset, né le 26 février 1912 à Arlon (Belgique) et décédé le 28 octobre 1992 à Namur, est un prêtre jésuite belge, historien et pendant de nombreuses années professeur d'histoire aux Facultés Notre-Dame de la Paix de Namur. Il est résistant durant la Seconde Guerre mondiale.

## Biographie
Camille-Jean Joset, né à Arlon, le 26 février 1912, est le fils de Camille Joset, journaliste et haut fonctionnaire et de Marie Lucie Ligier. Son père qu'il admire est le directeur du journal « L'Avenir du Luxembourg », journal à tendance catholique, et est un résistant des deux guerres. 
Camille-Jean Joset entre au noviciat des Jésuites en 1929. Il tombe gravement malade et ses médecins lui déconseillent vivement toute activité intellectuelle. Cela ne l'empêche pas de faire des études de philosophie, de théologie et de droit, etc. En octobre 1940, il décroche un doctorat en philosophie et lettres. Sa thèse porte sur les Villes au pays de Luxembourg (1166-1383). Par la suite, il obtiendra un doctorat en droit à l'Université de Nancy.

### Seconde Guerre mondiale
Dès 1939, au côté de son père qui avait été résistant durant la Première Guerre mondiale, Camille-Jean Joset prend part à la création d'un réseau d'informateurs dans la Province de Luxembourg munis d'émetteurs radios pour le compte du Secret Intelligence Service anglais. Il contribue à la mise sur pied des brigades Toast en province du Luxembourg et sera la cheville ouvrière en 1941 de leur fusion avec le Mouvement National Belge (MNB) d'Aimé Dandoy avec lequel il fonde le journal clandestin « La Voix des Belges »  dont il assurera la direction dès avril 1942. À la suite de l'arrestation d'Aimé Dandoy survenue le 23 octobre 1941, Camille Joset père prend la tête du réseau et en deviendra le commandant national. il est arrêté à son tour le 27 avril 1942 et restera trois années prisonnier. La continuité des activités du Mouvement National Belge est assurée par son fils, Camille-Jean Joset, qui reprend la direction de « La Voix des Belges »  tandis que Raymond Defonseca en reprend le commandement national,.

### Les Facultés universitaires Notre-Dame de la Paix
Admis en qualité de professeur dès 1943, Camille-Jean Joset contribue à l'organisation, dans la clandestinité de cours et d'examens interdits par l'occupant. En 1948, il est élu secrétaire général des Facultés universitaires Notre-Dame de la Paix et administrateur général en 1949, charge qu'il occupera jusqu'en 1970. En 1961, il fonde la faculté des Sciences économiques et sociales.

## Œuvres
- Abbaye Notre-Dame de Clairefontaine (1216-1796), Bruxelles, 1935.
- Histoire de la civilisation occidentale jusqu'en 1876.
- Le monde où nous vivons.
- Trente-quatre années au service de Notre-Dame de la Paix 1943-1977.
- Mon engagement progressif dans la résistance.
- Atlas historique Meuse-Moselle, 1973.
- Beauraing - Les apparitions, 1981 (Co-auteur avec Mgr René Toussaint).
- Facultés Notre-Dame de la Paix, Rénovation de 1929 à 1965.